# MIDNIGHT HARBOUR
SUNSTAR MIDNIGHT HARBOUR（サンスターミッドナイトハーバァー）は、FMヨコハマで2011年4月から、FM802で2011年9月から2021年3月まで放送されていたラジオ番組。サンスターの1社提供。

## 概要
「心が和む、癒される」をコンセプトに、日ごとで変わる様々なテーマを設定し「知的で文化の香るトピックス」を放送するプログラム。
- 2011年4月放送開始。同年9月からはFM802でもネット開始された(サンスターの本社は、大阪にある)。
- テーマ曲は妹尾武作曲「Midnight Harbour」。
- 提供クレジットのアナウンスは、FM802の場合はすべて女性の声で英語（This Program is (was) brought to you by SUNSTAR.）だが、FM YOKOHAMAの場合は、酒巻自身が（この番組は、サンスターの提供でお送りします（しました）。）と語っている。
- 2021年4月以降はSUNSTAR STARLIGHT HARBORと番組名を変更し放送中。(FMヨコハマは放送時間が平日21時50分からに変更。FM802は放送時間の変更なし。)

## 放送時間
| 放送局     | 放送対象地域 | 放送日  | 放送時間      |
| ---------- | ------------ | ------- | ------------- |
| FMヨコハマ | 神奈川県     | 月 - 金 | 23:20 - 23:30 |
| FM802      | 大阪府       | 月 - 金 | 23:48 - 23:58 |

## パーソナリティ
現在
- 酒巻光宏（2012年9月 - ）

過去
- 安井邦彦（放送開始 - 2012年8月）

## ゲスト
- 妹尾武（2011年4月・9月 毎週木曜日）
- 西田敏行（2011年6月14日）